# Augustin Ehrensvärd
Augustin Ehrensvärd (Castillo de Fullerö, 25 de septiembre de 1710-Saari, 4 de octubre de 1772) fue un arquitecto militar sueco y teniente coronel de artillería.
En 1747, el rey Federico I de Suecia le encargó el diseño y construcción de una fortaleza marítima cerca de Helsinki, en Finlandia, parte entonces del Reino de Suecia, como protección frente al expansionismo de la Rusia Imperial. La construcción de la fortaleza de Sveaborg acabó por ser el trabajo al que Ehrensvärd dedicó su vida, ya que continuó expandiendo la fortaleza hasta su muerte en 1772.
El diseño de Ehrensvärd era el de una fortaleza-bastión de perfil bajo que seguiría el contorno natural de las islas para no llamar la atención de las flotas enemigas. Muchas de las construcciones en Sveaborg se consideran obras maestras de la arquitectura y el complejo forma parte del Patrimonio Mundial de la Humanidad de la Unesco desde 1991.
Además de la arquitectura, los intereses de Ehrensvärd abarcaban la pintura, la psicología educacional y la botánica. Tras su muerte en 1772, fue ascendido al rango de mariscal de campo. Tuvo el respeto del pueblo finés por sus esfuerzos en la construcción de Sveaborg, un importante centro cultural y económico en la Finlandia del siglo XVIII. El monumento funerario de Ehrensvärd fue diseñado por el propio rey Gustavo III de Suecia.